# Ema z Gurku
Svatá Ema (Emma) z Gurku, (německy Helige Hemma von Gurk, asi 980? – 27. června 1045, Gurk, Korutany) byla zakladatelka svatostánků v Korutansku. Byla prohlášena katolickou církví za svatou.

## Život
Narodila se jako hraběnka z Zeltschachu v urozené rodině Peilensteinů, dnešního slovinského rodu Pilštanjů. Ti byli příbuzensky spjatí s bavorskými Liutpoldovci a tudíž s císařem Jindřichem II. Ema vyrůstala u císařského dvora v Bamberku u císařovny Kunhuty.
Provdala se za hraběte Viléma z Friesachu a Sanngau, s nímž měla dva syny, Hertvíka a Viléma. Oba její synové i manžel byli zavražděni, manžel zřejmě v roce 1036. Ema se díky dědictví po manželově smrti stala bohatou. Své velké jmění používala ve prospěch chudých a již za svého života byla uctívána jako světice.
Založila desítku kostelů po celých Korutanech a roku 1043 založila benediktinský dvojklášter Gurské opatství, kde strávila poslední roky svého života. Po její smrti přešlo Gurské opatství pod správu arcibiskupství salcburského, v té době arcibiskupa Gebharda, jenž naopak použil získané prostředky k vytvoření gursko-celovecké diecéze roku 1072. Opatství Admont, jiný benediktinský klášter v Rakousích, byl založen v roce 1074 týmž Gebhardem, rovněž díky prostředkům z Emina dědictví.
Od roku 1174 její ostatky spočívají v kryptě gurské katedrály Panny Marie, za jejíž zakladatelku je považována.

### Blahořečení
Blahořečena byla 21. listopadu 1287. V roce 1724 podal biskup Jakub Maxmilián z Thun-Hohensteinu návrh na její svatořečení, který však byl realizován teprve v roce 1939. Ema byla kanonizována 5. ledna 1938 papežem Piem XI. Den jejího svátku se slaví 27. června.
Je patronkou gursko-celovecké diecéze, jakož i rakouských Korutan. Její přímluva je vyhledávána při porodech a očních nemocech.

## Poutníci

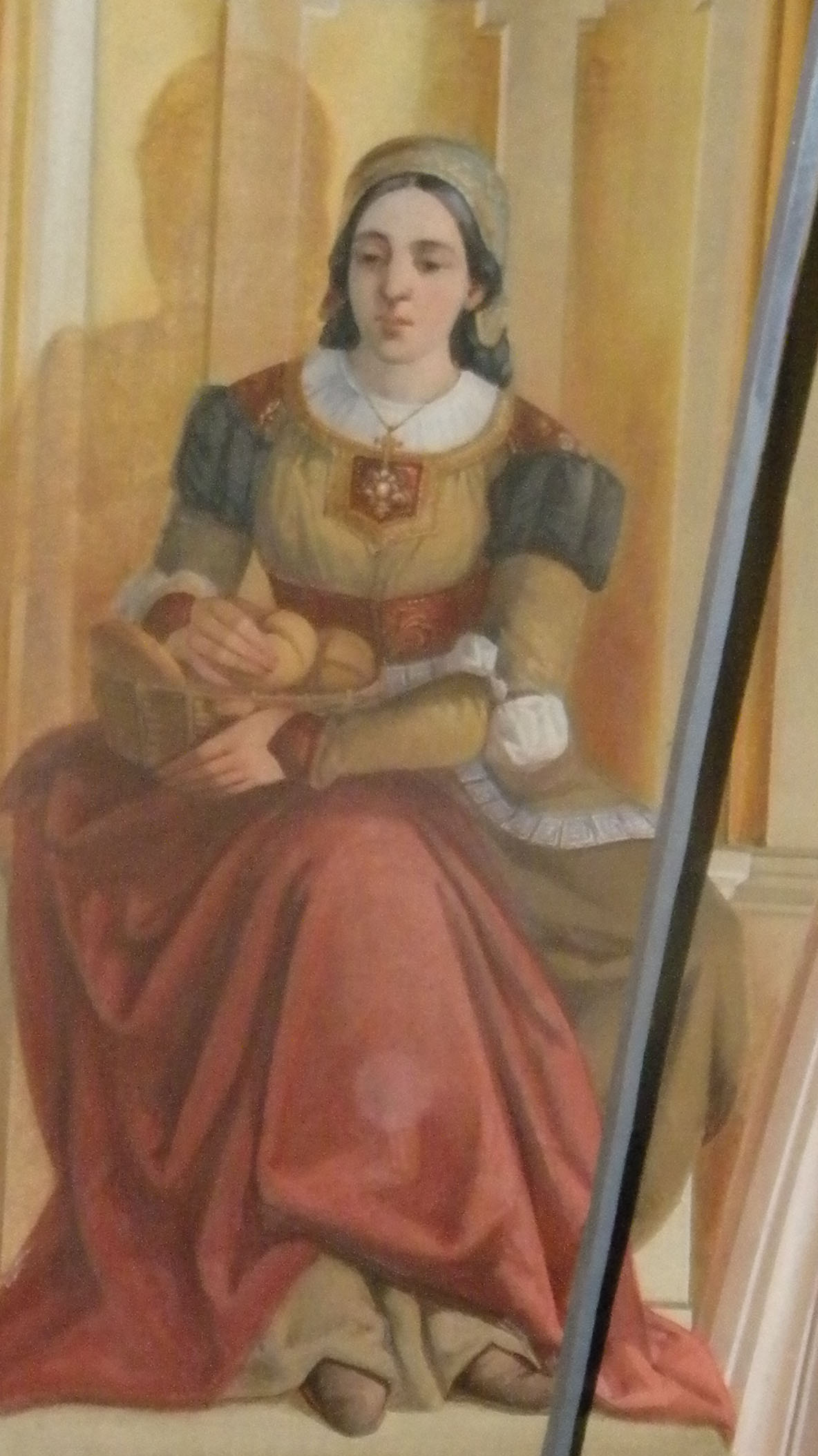
Svatá Ema na fresce v kostele v Nove cerkvi (Slovinsko)

Svatá Ema je uctívána nejen v Rakousku, ale také ve Slovinsko a Štýrsku. Již asi po 300 let zbožní lidé hledající pomoc přicházejí k jejímu hrobu v gurské katedrále (slovinsky Krška katedrala), na cestě do Korutan přes Loibl Pass. Tato pouť se konala každoročně čtvrtou sobotu po Velikonocích, avšak tradice se vytratila jako důsledek událostí 20. století.
Nicméně v posledních letech, se cesty poutníkům ze Slovinska a Štýrska do Gurku (Krka) znovu postupně otevřely a jsou stále frekventovanější.